# 納曽利

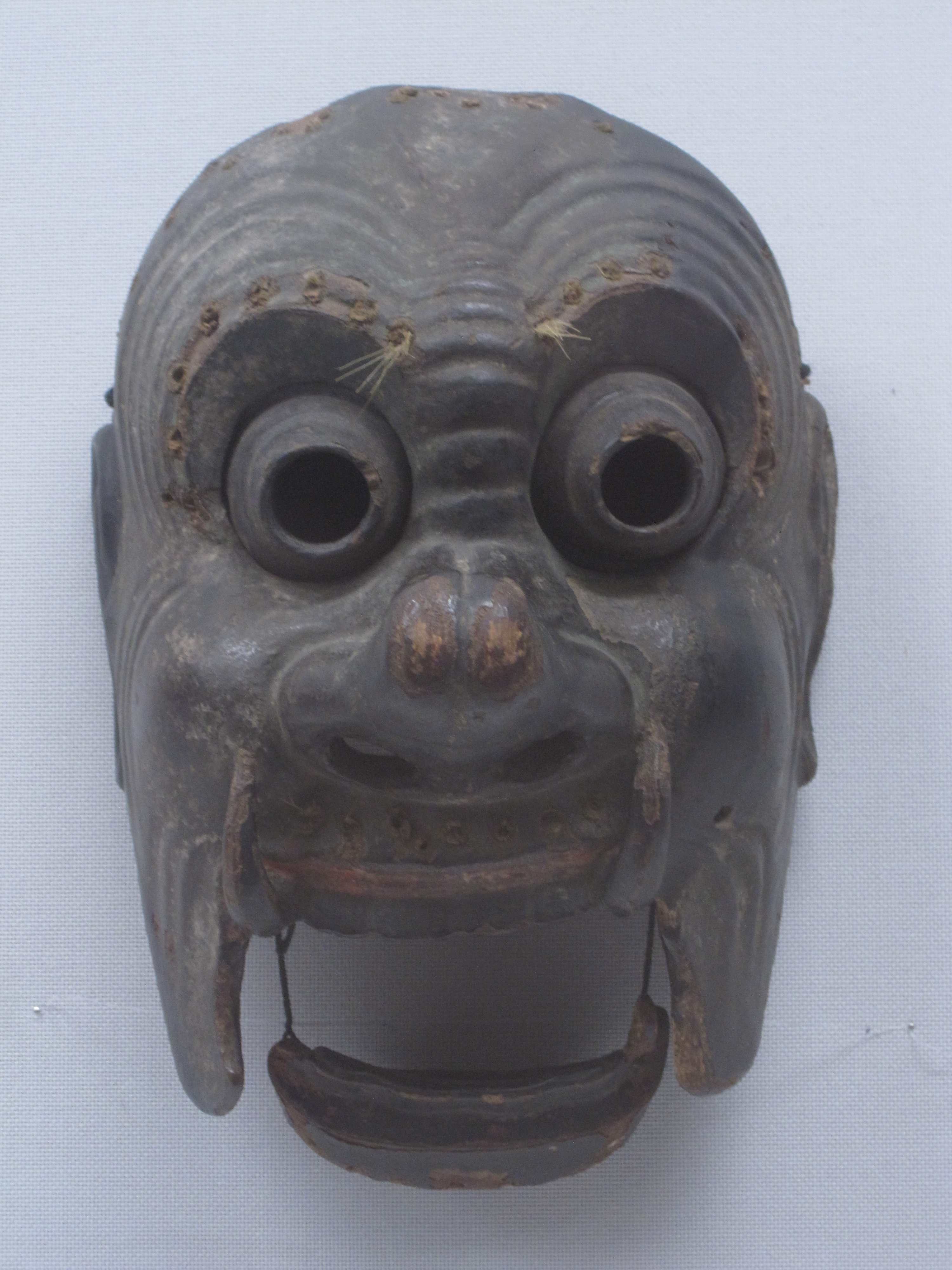
真清田神社所蔵の「納曽利」の舞楽面、1211年（承元5年）の作（重要文化財）。

納曽利 （なそり）は、雅楽の曲。別名は落蹲、双龍舞。納蘇利と表記する場合もある。新楽、小曲。構成は、破および急の2部から成る。

## 概要

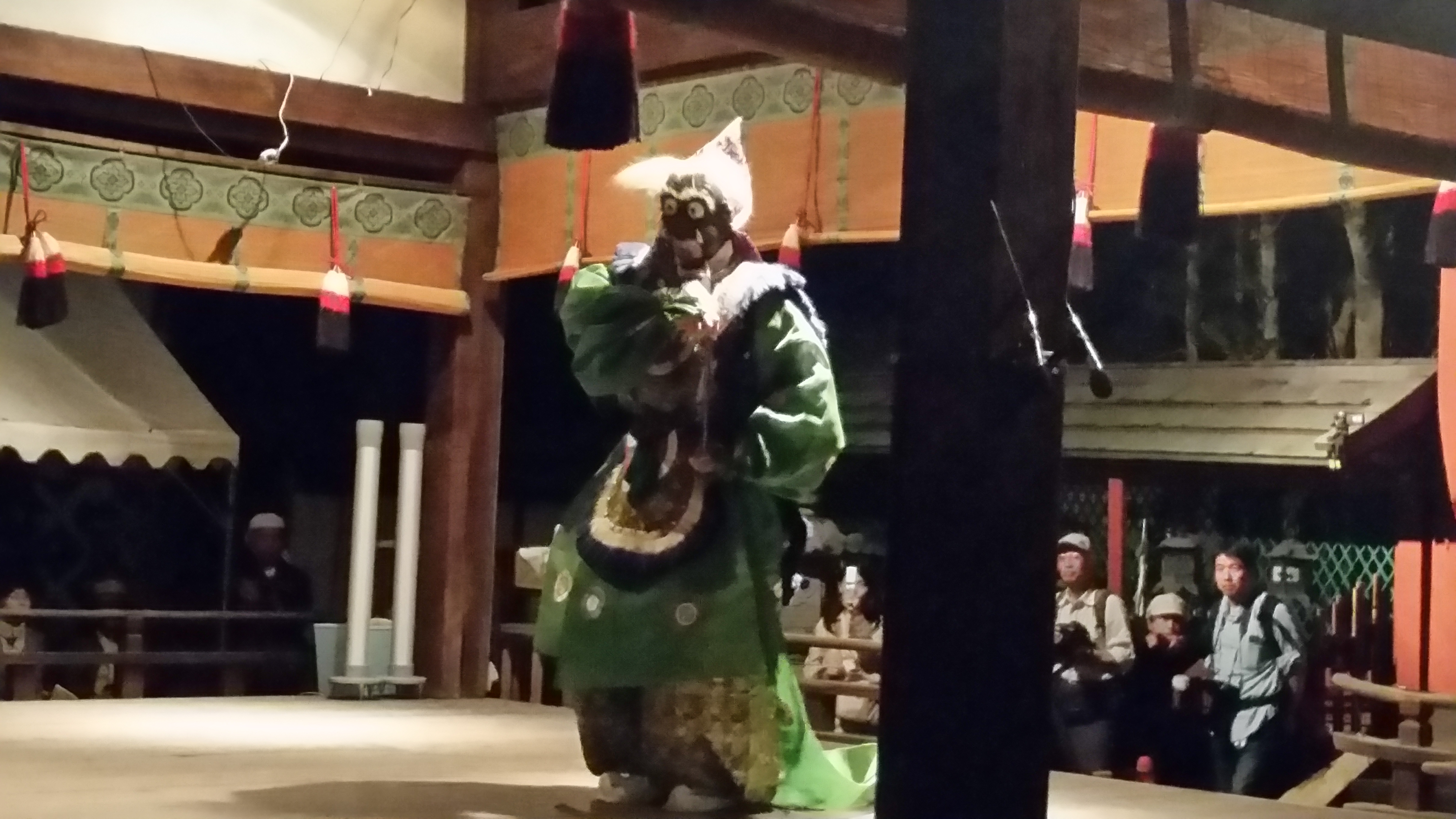
納曽利

右方舞（高麗楽）に属する高麗壱越調 （こまいちこつちょう）の二人舞である。一人舞の場合は曲名を「落蹲」（らくそん）と言う。これは一人舞の場合、舞人が舞台中央で蹲（うずくま）る舞容があるためである。ただし、奈良の南都楽所では一般とは逆に一人舞の場合は曲名を「納曽利」、二人舞の場合は「落蹲」と呼ぶ。
曲の由来は不明。かつては勝負舞として、左方舞の蘭陵王とともに舞われた。2匹の龍が遊び戯れる様子を表したものといわれ、童舞として舞われることもある。平安時代、競馬や勝者に賭物が与えられる賭弓や、相撲の節会で舞われ、左方が勝つと「陵王」が、右方が勝つと「納曽利」が舞われたとされる。

## 装束
二人舞のときは金青色の舞楽面を、一人舞のときは紺青色の龍頭を模した牙のある舞楽面を着け、銀色の桴（ばち。細い棒のこと）を携える。
黄色系統の色の紗地に窠紋の刺繍をした袍を用い、その上に毛縁の裲襠 （りょうとう）と呼ばれる袖の無い貫頭衣を着装し、銀帯を締める。
女性や少年少女が舞う場合もあり、その場合は、舞楽面を着けずに山吹の挿頭花を挿した前天冠を着け、歌舞伎舞踊と同様の舞台化粧をする場合がある。